# Bershka

Logo Bershka

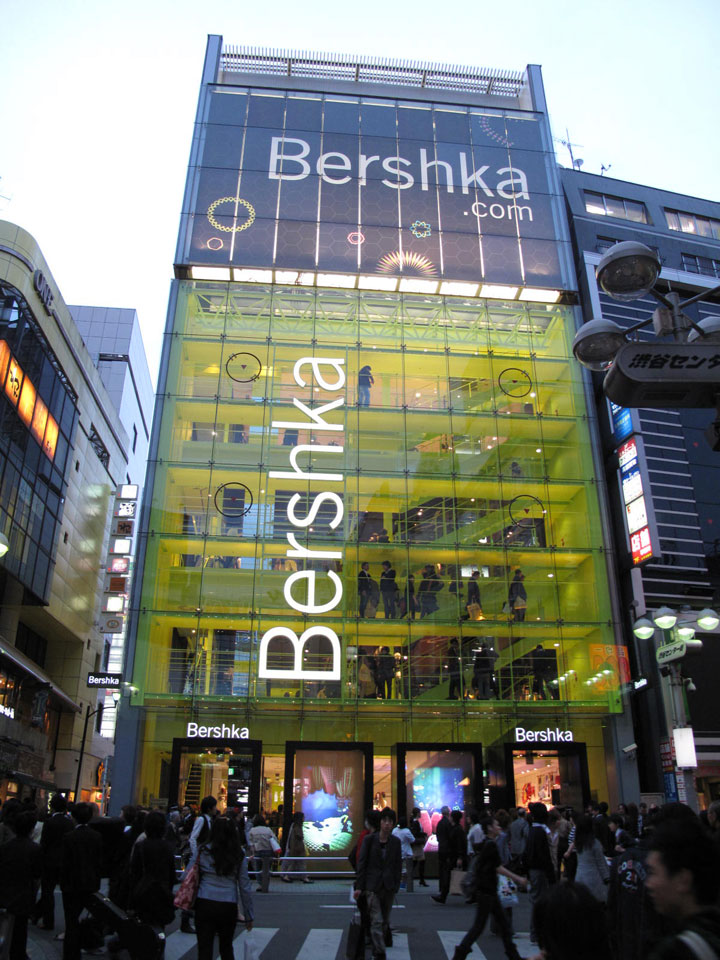
Sklep Bershka w Tokio

Bershka – marka odzieżowa powstała w 1998 roku, stworzona z myślą o młodszych klientach. Podobnie jak Pull&Bear, Zara, Stradivarius, Oysho i Zara Home należy do hiszpańskiej firmy Inditex.
Obecnie istnieje ponad 1000 sklepów w ponad 70 krajach. Charakteryzują się one dużą powierzchnią, przestronnymi wnętrzami i nowoczesnym wystrojem. Jednym z założeń marki jest wykreowanie tychże sklepów na miejsca spotkań ulicznej mody, muzyki i sztuki.